# Дервишка могила (възвишение)
Дервишка могила е малко уединено възвишение в югоизточната част на планината Сакар, на територията на област Хасково.
Възвишението се намира в най-югоизточната част на планината Сакар, отделено от нея с ниска седловина. Простира се от север на юг на около 10 km, а ширината му е до 5 km. Максималната му височина – връх Дервишка могила (689,8 m) се издига в северната му част, на около 800 m южно от село Дервишка могила. Изградено е от гнайси и амфиболити. Покрито с ниски широколистни гори.
В северното му подножие е разположено село Дервишка могила, в източното – село Студена, а в югозападното – село Равна гора.

## Топографска карта
- Лист от карта K-35-77. Мащаб: 1 : 100 000.